# Issaâd Dhomar
 (18 août 2025).
Le texte peut changer fréquemment, n’est peut-être pas à jour et peut manquer de recul. N’hésitez pas à participer, en veillant à citer vos sources.
Issaad Dhomar ,  né le 27 juin 1933 à El Biar et mort le 18 août 2025,, est 
un footballeur international algérien et président de la Fédération algérienne de football (FAF) de mai 1984 à avril 1986

## Biographie
Issaâd Dhomar né à El Biar le 27 juillet 1933 a occupé aussi le poste de Président de la Fédération algérienne de football (FAF) entre 1984 et 1986. Issaâd a porté deux fois le maillot de l’équipe nationale : la première fois c’était contre la Bulgarie espoirs le 6 janvier 1963 avec les Boubekeur, Lalmas, Meziani, et la seconde contre la Tchécoslovaquie Olympique le 26 février 1963.
C’étaient les deux premières rencontres de l’Algérie indépendante. Dohmar, qui était cadre à la Direction Nationale de la Sureté nationale (DGSN), a obtenu sous son règne à la FAF, une brillante et facile qualification de l’Algérie à la phase finale de la Coupe du Monde de 1986 au Mexique.
Par ailleurs, Issaâd Dhomar était un joueur du Sporting d’El Biar (SCUEB)qui a réalisé l’exploit d’éliminer en février 1957 le Stade de Reims (2-0) en 16e de finale de la Coupe de France, à Toulouse, le 2 février 1957.

## Palmarès en sélection
- International algérien sélectionné en 1963
- Premier match le 6/1/1963:  Algérie - Bulgarie U23 (2-1)
- Dernier match le 26/2/1963:  Algérie - Tchécoslovaquie Ol (0-2)
- Nombre de matchs joués: 0  (plus 2 matchs d'application)